# Fossil Hill
Der Fossil Hill ist ein niedriger Hügel auf der Fildes-Halbinsel von King George Island, der größten der Südlichen Shetlandinseln. 
Der 107 Meter hohe Hügel erstreckt sich etwa eineinhalb Kilometer westlich des Isthmus von Ardley Island in ost-westliche Richtung.
Nachdem der Hügel unter diesem Namen seit den 1980er Jahren regelmäßig in brasilianischer, chilenischer und chinesischer geologischer Literatur erwähnt wurde, meldete das britische Antarctic Place-names Committee (APC) den Namen 2001 an den Wissenschaftlichen Ausschuss für Antarktisforschung (Scientific Committee on Antarctic Research, SCAR).